# El próximo Oriente
Pour plus de détails, voir Fiche technique et Distribution.
El próximo Oriente est un film espagnol réalisé par Fernando Colomo, sorti en 2006.

## Synopsis
Caín, un boucher du quartier madrilène de Lavapiés, en a assez de passer inaperçu auprès des femmes. Abel, son frère, est tout le contraire - il est mannequin et vit avec une femme splendide qui lui a donné deux filles jumelles - et il en est jaloux. Mais un jour, Abel fait l'amour avec une voisine musulmane et celle-ci tombe enceinte. Caín décide alors d'endosser la responsabilité de cette grossesse.

## Fiche technique
- Titre : El próximo Oriente
- Réalisation : Fernando Colomo
- Scénario : Fernando Colomo et Joaquín Oristrell
- Musique : Juan Bardem
- Photographie : Néstor Calvo
- Montage : Antonio Lara et María Lara
- Production : Gustavo Ferrada
- Société de production : Fernando Colomo Producciones Cinematográficas et Sogecine
- Pays :  Espagne
- Genre : Comédie romantique
- Durée : 93 minutes
- Dates de sortie : 
  - Espagne : 18 août 2006

## Distribution
- Javier Cifrián : Caín
- Nur Al Levi : Aisha
- Asier Etxeandia : Abel
- Ash Varrez : Shakir
- Lalita Ahmed : Samaah
- Gayathri Kesavan : Reema
- Lakshmi Khabrani : Fátima
- Laura Cepeda : Milagros
- Víctor Benjumea : Cristóbal
- Lilian Caro : Virginia
- Carlos Bañuelos : Jorge
- Kira Miró : Pino

## Distinctions
Le film a été nommé pour deux prix Goya.